# Олефиренко, Михаил Владимирович
Михаил Владимирович Олефиренко (Олиференко) (6 июня 1960, Николаев, Украинская ССР, СССР) — советский и украинский футболист, защитник.

## Биография
Воспитанник николаевской ДЮСШ № 3. Первый тренер — С. Байда. Выступал на позиции защитника.
В 1977—1986 годах выступал за киевское «Динамо» (сыграл дебютный матч в 1980 году). Был в составе команды в чемпионских сезонах 1977 (не играл), 1980 (2 матча), 1981 (не играл), 1985 (1 матч), 1986 (2 матча). Серебряный призёр чемпионата СССР 1982 года, обладатель кубка СССР 1982 года. Всего за киевское «Динамо» сыграл 77 матчей, забил 3 гола.
Продолжил карьеру игрока в донецком «Шахтёре» (1986—1988, 56 матчей), «Гурия» Ланчхути (1989, 42 матча), «Динамо» Белая Церковь (1990, 36 матчей, 7 голов).
Позже играл в Чехословакии и Израиле. В 1996 вернулся на Украину, где завершил профессиональную карьеру в ровенском «Вересе».
По окончании карьеры — на тренерской работе. В 1998—1999 был старшим тренером команды «Металлург» (Донецк), в 1999—2001 — «Борисфена» (Борисполь). Ошибочно считается с июля 2002 по конец сезона — главный тренер «Тобол» (Кустанай), на деле был тренером-консультантом, но с ним был разорван контракт не дожидаясь окончания сезона.
По состоянию на сентябрь 2015 являлся тренером юношеской команды в г. Южном Одесской области.

## Достижения
- Победитель юниорского турнира УЕФА 1978 года.
- Серебряный призёр молодежного чемпионата мира 1979 года.
- Бронзовый призёр молодежного чемпионата Европы 1982 года.
- Серебряный призёр чемпионата СССР 1982 года.
- Обладатель Кубка СССР 1982 года.
- Обладатель Кубка Словакии 1992 года.
- В 1982 году под № 2 включался в список 33-х лучших футболистов СССР.
- Лучший легионер чемпионата Чехословакии 1991 года.